# Bob Bertemes
Bob Bertemes (né le 24 mai 1993 à Luxembourg) est un athlète luxembourgeois, spécialiste du lancer du poids.

## Biographie
Il bat le record du Luxembourg du lancer du poids avec 19,36 m, établi en 2014 à Bad Rippoldsau-Schapbach. Le 5 mars 2015, lors des qualifications des championnats d'Europe en salle, à Prague, il porte le record national en salle à 20,56 m et se qualifie pour la finale.
Il remporte la médaille de bronze des Jeux des petits États d'Europe 2011 et 2013, et se par ailleurs classe quatrième des Jeux de la Francophonie 2013.
Lors de la Coupe d'Europe hivernale des lancers 2015, il porte son record en plein air à 19,85 m, record national et record de catégorie, en terminant 5e de la compétition seniors (il aurait remporté le titre espoirs s'il n'avait été par mégarde inscrit par sa fédération dans la compétition seniors). Il ne réussit d'ailleurs qu'un seul lancer sur six, ce qui lui vaut néanmoins le record national. Il avait également terminé 5e des Championnats d'Europe d'athlétisme en salle 2015.
Le 19 mars 2016, Bertemes termine 15e des championnats du monde en salle de Portland avec une marque de 19,48 m.
Le 5 juin, il participe en tant qu'invité aux championnats de Rhénanie-Palatinat et franchit pour la première fois les 20 m en plein air, avec 20,14 m.
Le 13 mars 2017, Bob Bertemes finit sixième de la Coupe d'Europe hivernale des lancers à Las Palmas. Son jet à 20,18 m améliore de 4 centimètres son record de 2016.
Il est nommé porte-drapeau de la délégation luxembourgeoise aux Jeux olympiques de 2024 à Paris en compagnie de la joueuse de tennis de table Ni Xia Lian.

## Palmarès
| Date | Compétition                          | Lieu           | Résultat | Marque  |
| ---- | ------------------------------------ | -------------- | -------- | ------- |
| 2013 | Jeux de la Francophonie              | Nice           | 4e       | 18,78 m |
| 2015 | Championnats d'Europe en salle       | Prague         | 5e       | 20,48 m |
| 2015 | Championnats d'Europe espoirs        | Tallinn        | 2e       | 19,29 m |
| 2015 | Jeux mondiaux militaires             | Mungyeong      | 2e       | 19,60 m |
| 2016 | Championnats du monde en salle       | Portland       | 15e      | 19,48 m |
| 2017 | Coupe d'Europe hivernale des lancers | Grande Canarie | 6e       | 20,18 m |
| 2017 | Championnats d'Europe par équipes    | Marsa          | 2e       | 18,92 m |
| 2017 | Jeux de la Francophonie              | Abidjan        | 2e       | 19,55 m |
| 2018 | Championnats d'Europe                | Berlin         | 6e       | 21,00 m |
| 2019 | Championnats d'Europe en salle       | Glasgow        | 5e       | 20,70 m |
| 2019 | Jeux des petits États d'Europe       | Bar            | 1er      | 20,57 m |
| 2019 | Championnats d'Europe par équipes    | Varazdin       | 1er      | 21,62 m |
| 2019 | Jeux mondiaux militaires             | Wuhan          | 3e       | 20,66 m |
| 2022 | Championnats du monde en salle       | Belgrade       | 13e      | 20,10 m |
| 2023 | Coupe d'Europe des lancers           | Leiria         | 2e       | 21,21 m |

## Records
| Épreuve         | Épreuve   | Marque       | Lieu       | Date            |
| --------------- | --------- | ------------ | ---------- | --------------- |
| Lancer du poids | Plein air | 22,22 m (NR) | Luxembourg | 4 août 2019     |
| Lancer du poids | En salle  | 21,93 m (NR) | Luxembourg | 19 février 2023 |